# Barilović
Barilović est un village et une municipalité située dans le comitat de Karlovac, en Croatie. Au recensement de 2001, la municipalité comptait 3 095 habitants, dont 87,24 % de Croates et 10,44 % de Serbes et le village seul comptait 307 habitants.

## Localités
La municipalité de Barilović compte 44 localités :
| - Banjsko Selo - Barilović - Belaj - Belajske Poljice - Belajski Malinci - Carevo Selo - Cerovac Barilovićki - Donja Perjasica - Donji Skrad - Donji Velemerić - Gaćeško Selo - Gornji Poloj - Gornji Velemerić - Kestenak - Koranska Strana | - Koranski Brijeg - Koransko Selo - Kosijersko Selo - Križ Koranski - Leskovac Barilovićki - Lučica - Mala Kosa - Mali Kozinac - Marlovac - Maurovići - Miloševac - Mrežnica - Novi Dol - Novo Selo Perjasičko - Orijevac | - Perjasica - Podvožić - Ponorac Perjasički - Potplaninsko Selo - Siča - Srednji Poloj - Svojić - Šćulac - Štirkovac - Točak Perjasički - Veliki Kozinac - Vijenac Barilovićki - Zinajevac - Žabljak |